# Wisin & Yandel
Wisin & Yandel bylo portorické reggaetonové hudební duo založené v roce 1998. Tvořili jej rappeři Wisin a Yandel. Duo zaniklo v roce 2023.

## Historie
Svou kariéru zahájili v roce 1998 a vydrželi spolu až do roku 2023. Získali společně několik ocenění, včetně ceny Grammy v roce 2009. Stali se prvními a jedinými reggaetonovými umělci, kteří ji získali.
Koncem roku 2013 oznámili, že po skončení turné Líderes Tour si dají hudební pauzu. V roce 2014 v rozhovoru pro People en Español Yandel potvrdil, že se skupina nerozpadá, avšak nebudu i nadále aktivní.
Po pětileté pauze v roce 2018 duo oznámilo, že se znovu spojí, a chystají se vyrazit na světové turné. Začali rovněž pracovat na nové hudbě. Po vydání desátého alba oznámili poslední koncertní tour a následné ukončení skupiny.
Za svoji společnou kariéru vydali deset studiových alb – Los Reyes del Nuevo Milenio, De Nuevos a Viejos, De Otra Manera, Pa'l Mundo, Wisin vs. Yandel: Los Extraterrestres, La Revolución, Los Vaqueros: El Regreso, Líderes, Los Campeones del Pueblo "The Big Leagues"  a La Última Misión. Prodali přes 15 milionů desek.

## Členové
- Juan Luis Morera Luna (Wisin)
- Llandel Veguilla Malavé (Yandel)

## Diskografie

### Studiová alba
- 2000: Los Reyes del Nuevo Milenio
- 2001: De Nuevos a Viejos
- 2002: De Otra Manera
- 2005: Pa'l Mundo
- 2007: Wisin vs. Yandel: Los Extraterrestres
- 2009: La Revolución
- 2011: Los Vaqueros: El Regreso
- 2012: Líderes
- 2018: Los Campeones del Pueblo "The Big Leagues"
- 2022: La Última Misión